# 1319

## Родени
- Мурад I, Султан на Османската империя
- 16 април – Жан II, френски крал